# Erich Graber (Historiker)
Erich Graber (* 4. April 1881 in Berlin; † 7. Juni 1958 in Kiel) war ein deutscher Historiker und Archivar.

## Leben und Wirken
Bis 1901 besuchte Erich Graber das Sophien-Gymnasium in Berlin. Von 1901 bis 1905 studierte er dann Geschichte, Germanistik und Volkswirtschaftslehre an den Universitäten Berlin und Heidelberg. An der Universität Berlin promovierte er 1905. Im gleichen Jahr trat er als Volontär am Geheimen Staatsarchiv in Berlin in den Archivdienst ein. Ab 1909 war er Hilfsarbeiter im Staatsarchiv Schleswig bzw. im Stadtarchiv Flensburg. Es folgten Tätigkeite am Staatsarchiv Posen (1909 bis 1920) und am Staatsarchiv Breslau (1920 bis 1931) Ab 1. Oktober 1931 leitete er das Staatsarchiv Osnabrück, von 1934 bis 1937 war er Staatsarchivrat am Staatsarchiv Kiel.

## Schriften (Auswahl)
- Die Urkunden König Konrads III. Innsbruck 1908. archive.org (Dissertation Universität Berlin).
- Das Archiv der Stadt Flensburg. Hollesen, Flensburg 1910.
- Verzeichnis der Ortsnamen-Änderungen in der Provinz Posen. Jolowicz, Posen 1912.
- Das Herzogliche Archiv zu Sagan und die Manuskripte der Herzoglichen Lehnsbibliothek. Breslau 1926.
- (Hrsg.): Die Inventare der nichtstaatlichen Archive Schlesiens. Bd. 7: Kreis Jauer, Bd. 8,1: Neisse (= Codex diplomaticus Silesiae, Bd. 35 u. 36,1). Priebatsch’s, Breslau 1930/1933.
- Die Gründung der Kieler Spar- und Leihkasse in den Jahren 1796 bis 1799 durch die Gesellschaft Freiwilliger Armenfreunde in Kiel. Kiel 1939, OCLC 246486824.
- Das Kaiser Wilhelm I. Stift in Kiel 1890–1940. Kiel 1940, OCLC 250875416.
- Kiel und die Gesellschaft freiwilliger Armenfreunde 1793–1953. Ihr soziales, kulturelles und wirtschaftliches Wirken. Kiel 1953, OCLC 256688569.